# Médecine vétérinaire
 (janvier 2016).
Si vous disposez d'ouvrages ou d'articles de référence ou si vous connaissez des sites web de qualité traitant du thème abordé ici, merci de compléter l'article en donnant les références utiles à sa vérifiabilité et en les liant à la section « Notes et références ».
La médecine vétérinaire est l'application des principes de la médecine, du diagnostic et de la thérapeutique à tous les animaux : animaux de compagnie, animaux de production et chevaux, principalement, mais aussi nouveaux animaux de compagnie (NAC), animaux des parcs zoologiques, animaux sauvages. La science vétérinaire est notamment vitale pour l'étude et la protection de l'élevage, la santé des troupeaux et le suivi de la propagation d'une maladie. Elle requiert l'acquisition et l'application de connaissances scientifiques dans de multiples domaines et l'utilisation de qualités techniques dans un but de prévention de maladies qui peuvent aussi bien toucher les animaux de compagnie que les animaux sauvages.

## Histoire
La médecine vétérinaire est aussi ancienne que l'homme, les soignants du Néolithique ayant probablement aussi bien traité les hommes que les animaux domestiqués. Les premières représentations connues de soins vétérinaires datent d'environ 2 500 ans av. J.-C. : des bas reliefs égyptiens de la Ve dynastie égyptienne montrent des vaches expulsant leur veau avec l'aide d'un homme.

## Objectifs
La science vétérinaire aide à la sauvegarde de la santé humaine par le suivi de la santé animale, c'est-à-dire la santé des animaux de production, des animaux de compagnie ainsi que des animaux sauvages. Les zoonoses émergentes requièrent des connaissances en épidémiologie et contrôle des maladies infectieuses qui est particulièrement présente dans l'approche « santé des troupeaux » de la science vétérinaire.
La médecine vétérinaire est aussi vieille que la relation humain/animal mais elle a connu une croissance extrêmement importante ces dernières années à cause de la disponibilité de nouvelles techniques avancées en matière de thérapeutique et de diagnostic pour de nombreuses espèces. De nos jours, les animaux reçoivent souvent des soins médicaux, de dentisterie et chirurgie très poussés incluant l'administration de médicaments vétérinaires dont des injections d'insuline, l'endodontie qui traite l'intérieur de la dent, le traitement de la dysplasie de la hanche, la chirurgie de la cataracte, la pose d'un stimulateur cardiaque...